# Friedrich Lommel (Politiker)
Johann Friedrich Lommel (* 11. Mai 1804 in Weilburg; † 5. Februar 1874 ebenda) war nassauischer Kaufmann und Landtagsabgeordneter.

## Leben

### Herkunft
Friedrich Lommel war der Sohn des Kaufmanns und Schuhmachers Philipp Theophil Lommel und dessen Ehefrau Maria Katherina geborene Metzler.

### Werdegang
Friedrich Lommel war Kaufmann und Gemeinderat in Weilburg. 1848/49 war er Gründungsmitglied des „Vereins für Freiheit, Gesetz und Ordnung“, dem späteren Deutschen Verein in Weilburg.
Friedrich Lommel wurde 1865 in der 1. Wahl im Wahlkreis VIII (Weilburg) in die Zweite Kammer der Landstände des Herzogtums Nassau gewählt. Das Mandat hatte er nur 1865 inne.

### Familie
Friedrich Lommel, der evangelischer Konfession war, heiratete am 1. Februar 1831 in Weilburg Emilie Luise Antoinette Katharina geborene Leitner (* 19. Januar 1809 in Weilburg), die Tochter des Gastwirts, Ratsherren und Bürgerhauptmanns Karl Christian Theodor Leitner.